# 青尼罗州
青尼羅州（阿拉伯语：‎）是苏丹的18个州之一，位於該國東部，東鄰埃塞俄比亞，青尼羅河流經。面积45,844平方千米，人口為1,193,293人（2006年），首府達馬津。